# Måttsund
Måttsund är en tätort i Luleå kommun.
Måttsund är en av Sörbyarna, tillsammans med tätorterna Antnäs och Ersnäs.
Måttsund blev utsedd till Årets by i Luleå kommun 2012 och 2015.

## Befolkningsutveckling
| Befolkningsutvecklingen i Måttsund 1970–2020          | Befolkningsutvecklingen i Måttsund 1970–2020 | Befolkningsutvecklingen i Måttsund 1970–2020 | Befolkningsutvecklingen i Måttsund 1970–2020 | Befolkningsutvecklingen i Måttsund 1970–2020 |
| ----------------------------------------------------- | -------------------------------------------- | -------------------------------------------- | -------------------------------------------- | -------------------------------------------- |
|                                                       |                                              |                                              |                                              |                                              |
| År                                                    |                                              |                                              | Folkmängd                                    | Areal (ha)                                   |
| 1970                                                  | 1970                                         |                                              | 220                                          |                                              |
| 1975                                                  | 1975                                         |                                              | 395                                          |                                              |
| 1980                                                  | 1980                                         |                                              | 502                                          |                                              |
| 1990                                                  | 1990                                         |                                              | 554                                          | 96                                           |
| 1995                                                  | 1995                                         |                                              | 595                                          | 99                                           |
| 2000                                                  | 2000                                         |                                              | 568                                          | 103                                          |
| 2005                                                  | 2005                                         |                                              | 587                                          | 103                                          |
| 2010                                                  | 2010                                         |                                              | 558                                          | 104                                          |
| 2015                                                  | 2015                                         |                                              | 589                                          | 126                                          |
| 2020                                                  | 2020                                         |                                              | 646                                          | 156                                          |
| Anm.: Ny tätort 1970. Växer samman med Sörsundet 2018 |                                              |                                              |                                              |                                              |

## Samhället
I Måttsund finns det bl.a.:
- skola (F-6), Måttsundsskolan
- förskola, Måttsunds förskola
- sporthall
- skidbacke för slalom, Måttsundsbacken
- pizzeria, Måttsunds Restaurang
- bensinstation, Gulf

## Sport
Måttsund har en slalombacke med tre nedfarter och tre skidliftar. Nedfarterna heter "ettan", "tvåan" och "trean". Det finns också längdskidspår med elbelysning som går från byn Måttsund till skidbacken. Vid slalombacken finns även en restaurang och skiduthyrning.
Kända idrottare som kommer ifrån byn är ishockeyspelarna Marcus Oskarsson och Joel Lassinantti.